# Перлис, Алан Джей
Алан Джей Перлис (англ. Alan Jay Perlis; 1 апреля 1922 — 7 февраля 1990) — американский учёный в области компьютерных технологий, известен своими работами в области языков программирования и как первый лауреат премии Тьюринга.

## Биография
Алан Перлис родился в Питсбурге (Пенсильвания) 1 апреля 1922 года в еврейской семье. В 1943 году получил степень бакалавра химии в технологическом институте Карнеги (сейчас - университет Карнеги — Меллон). Во время Второй мировой войны служил в рядах армии США, где заинтересовался математикой. Позже получил степени магистра (1949) и Ph.D. математики в Массачусетском технологическом институте. Его докторская диссертация была озаглавлена «Об интегральных уравнениях и их решениях методами итераций и аналитического продолжения» (англ. «On Integral Equations, Their Solution by Iteration and Analytic Continuation»).
В 1952 году принимал участие в проекте создания ЭВМ Whirlwind. Он присоединился к преподавательскому составу университета Пердью, а в 1956 году перешёл в институт Карнеги. Преподавал на кафедре математики, потом стал первым главой кафедры информатики (Computer Science Department). Был избран президентом Ассоциации вычислительной техники в 1962 году.
Алан Перлис награждён премией Тьюринга в 1966 году, согласно цитате, «за его влияние в области передовых методов программирования и создание компиляторов». Имеется в виду его работа в группе, разработавшей язык программирования Алгол.
В 1971 году Перлис перешёл в Йельский университет на кафедру компьютерных наук, заняв место Юджина Хиггинса (Eugene Higgins). Был избран в National Academy of Engineering в 1977 году.
В 1982 году Перлис написал статью «Эпиграммы о программировании» («Epigrams on Programming») для журнала ACM SIGPLAN, описывая по одному предложению сущность многих вещей, которые он изучил о программировании за свою карьеру. Эпиграммы широко цитируются и по сей день.

## Награды
В 1966 году стал первым лауреатом премии Тьюринга. В 1984 году удостоен образовательной премии AFIPS.